# Ri Man-gon
Dans ce nom coréen, le nom de famille, Ri, précède le nom personnel.
Ri Man-gon, né en 1945, est une personnalité politique de Corée du Nord,.

## Carrière
Il est ou a été membre de la Commission des affaires de l'État ainsi que de la Commission militaire centrale du Parti du travail de Corée. Il dirige le Département Organisation et Orientation depuis 2019.